# Courage-ORECA LC70

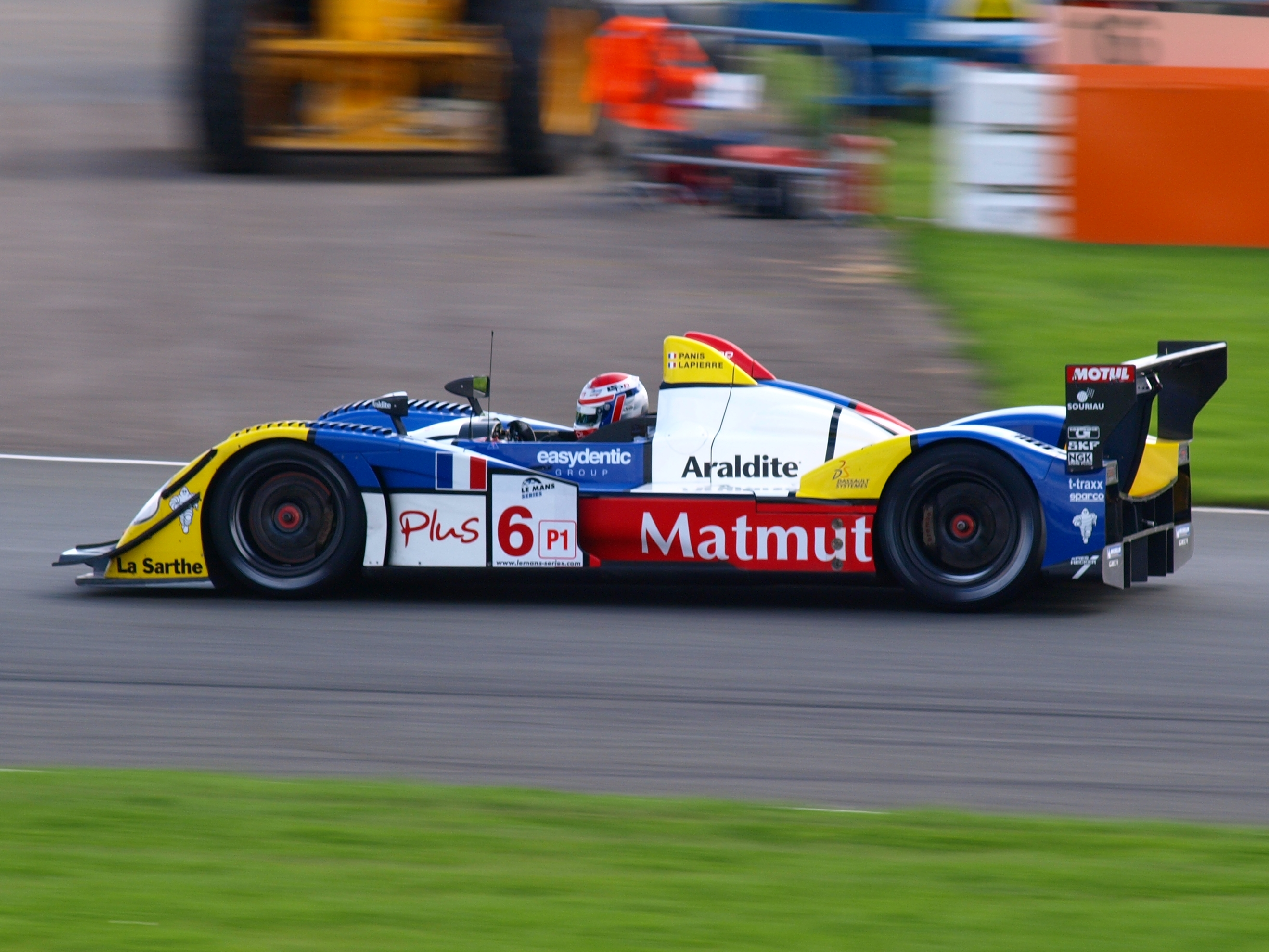
Ein LC70 beim 1000-km-Rennen von Silverstone 2008

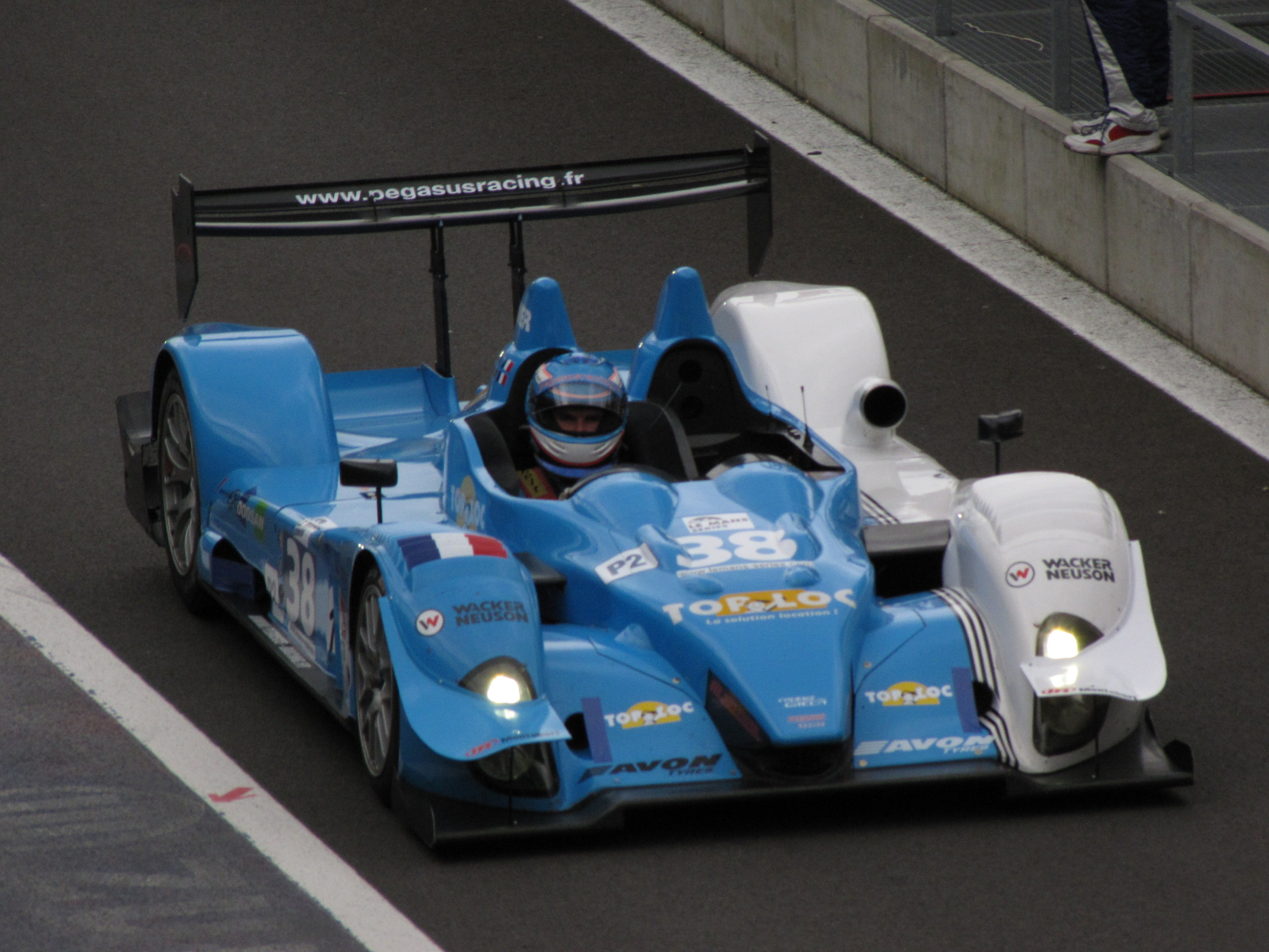
Ein LC75 beim 1000-km-Rennen von Spa-Francorchamps 2009

Der Courage-ORECA LC70 ist ein von Courage Compétition entwickelter Le-Mans-Prototyp der Klasse LMP1, der seit 2006 bei Sportwagenrennen eingesetzt wird. Mittlerweile aber wurde Courage Compétition von ORECA übernommen, sodass der ursprüngliche Name Courage LC70 abgeändert wurde. Annähernd baugleich ist auch der Courage-ORECA LC75, der aber für die LMP2-Klasse entworfen wurde. Eine weitere Abwandlung des LC75 sind der Acura ARX-01a und Acura ARX-01b, welche seit 2007 in der American Le Mans Series eingesetzt wird. Die Typbezeichnung LC steht für Lillian Courage, die 2004 verstorbene Frau von Yves Courage.

## Renneinsätze
Eingesetzt wurde der LC70 seit 2006 von Courage Compétition und ORECA selbst sowie Teams wie Swiss Spirit oder auch Saulnier Racing. Nebst den Einsätzen bei den 24 Stunden von Le Mans wird das Chassis vorrangig in der Le Mans Series eingesetzt. Das Renndebüt erfuhr der LC70 bestückt mit einem Judd-V10 in den Händen von Swiss Spirit bei den 1000 km von Istanbul 2006. Courage Compétition selbst setzte auf ein brandneues V8-Aggregat aus dem Hause Mugen. 2008, beim zweiten Lauf der Le Mans Series in Monza, verunglückte Stéphane Ortelli schwer, als sein LC70 vor der ersten Schikane Unterluft bekam und abhob.
Auch auf anderen Kontinenten feierte der LC70 Erfolge. So konnte ein von Mugen eingesetzter LC70 auch zweimal die 1000 km von Okayama der Japan Le Mans Challenge gewinnen. Auch in Nordamerika waren die Courage-Chassis erfolgreich, allerdings abgewandelte LC75 unter dem Banner von Acura.

### Erfolge
2006
- 1000 km Spa-Francorchamps: 2. Gesamtwertung (2. LMP1)
- 1000 km Donington: 5. Gesamt (4. LMP1)
- 1000 km Jarama: 3. Gesamt (2. LMP1)
- 1000 km Okayama: 1. Gesamt (1. LMP1)
- 24 Stunden von Le Mans 2006: kein Fahrzeug im Ziel

2007
- 1000 km Monza: 5. Gesamt (5. LMP1)
- 1000 km Okayama: 1. Gesamt (1. LMP1)
- 24 Stunden von Le Mans: 26. Gesamt (12. LMP1)

2008
- 1000 km Monza: 6. Gesamt (6. LMP1)
- 1000 km Spa: 3. Gesamt (3. LMP1)
- 1000-km-Rennen auf dem Nürburgring: 6. Gesamt (6. LMP1)
- 1000 km Silverstone: 8. Gesamt (7. LMP1)
- 24 Stunden von Le Mans 2008: 8. Gesamt (8. LMP1)
- Le Mans Series 2008: 6. Konstrukteurswertung LMP1

## Technik
Das Fahrzeug wurde nach den 2005 gültigen Regeln des ACO und der FIA entwickelt, sodass es bis inklusive 2010 bei allen Sportwagenrennen startberechtigt ist. Courage stellte den Prototyp auf dem Genfer Auto-Salon 2006 offiziell vor. Das Fahrzeug wurde so gestaltet, dass es mit geringfügigen Änderungen sowohl in der LMP1- als auch in der LMP2-Klasse antreten kann. Somit stellt der LC70 auch die Basis für das kleinere Schwesterauto, den Courage-ORECA LC75 für die LMP2. Das eingesetzte Sechsganggetriebe stammt von Xtrac. Die Motoren werden von verschiedenen Zulieferern wie AER, Mugen oder Judd bezogen.
Für 2008 wurde die Aerodynamik des LC70 von ORECA wesentlich überarbeitet. So wurde zum Beispiel der mittige Lufteinlass an der Front in zwei seitliche in den Radläufen umgebaut. Außerdem wurde der Bugspoiler stark verändert. Weitere wesentliche Änderungen brachte das Projekt von Studenten der Tokai University. Diese modifizierten die komplette Aerodynamik und übernahmen nur Unterboden und Monocoque für ihren Le-Mans-Einsatz 2008. Außerdem setzten sie erstmals auf einen Motor von YGK.

## Chassis

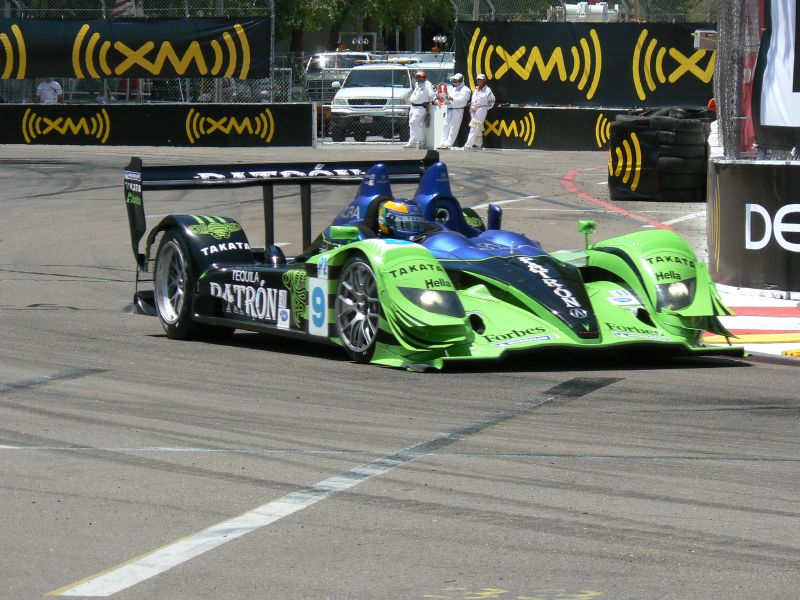
Acura ARX-01b von Highcroft Racing

Alle gebauten Chassis des LC70 beziehungsweise des LC75 wurden durchgehend nummeriert, da sie größtenteils identisch sind. So wurde Chassis 2 von LC70 auf den Typ LC75 umgebaut. Als Acura 2007 offiziell in die American Le Mans Series einstieg, erwarb man drei LC75-Chassis, welche aber als Acura ARX-01a und 2008 als Acura ARX-01b eingesetzt wurden. 2008 stieß ein weiteres Chassis für De Ferran Motorsports hinzu. Dabei wurden die Chassis aber auch von Acura selbst weiterentwickelt.
| Nr. | Jahr | Typ             | Team                          | Motor | Rennserie           |
| --- | ---- | --------------- | ----------------------------- | ----- | ------------------- |
| 1   | 2006 |                 | Courage Compétition           |       | Entwicklung & Tests |
| 1   | 2007 | LC75            | Noel Del Bello Racing         | AER   | LMS& Le Mans        |
| 1   | 2008 | LC75            | ORECA                         |       | Entwicklung & Tests |
| 1   | 2009 | LC75            | Pegasus Racing                | AER   | LMS                 |
| 2   | 2006 | LC70            | Swiss Spirit                  | Judd  | LMS & Le Mans       |
| 2   | 2007 | LC75            | Saulnier Racing               | AER   | LMS & Le Mans       |
| 2   | 2009 | LC75            | Ibanez Racing Service         | AER   | LMS                 |
| 3   | 2006 | LC70            | Courage Compétition           | Mugen | LMS & Le Mans       |
| 3   | 2007 | LC70            | Courage Compétition           | AER   | LMS & Le Mans       |
| 3   | 2008 | LC70            | Team Oreca Matmut             | Judd  | LMS                 |
| 4   | 2007 | LC70            | Courage Compétition           | Mugen | Le Mans             |
| 4   | 2007 | LC70            | Courage Compétition           | AER   | LMS & Le Mans       |
| 5   | 2006 | LC70            | Courage Compétition           | Mugen | LMS                 |
| 5   | 2006 | LC70            | Team Mugen                    | Mugen | JLMC                |
| 5   | 2007 | LC70            | Team Mugen                    | Mugen | JLMC                |
| 5   | 2008 | LC70            | Terramos                      | Mugen | Le Mans             |
| 6   | 2008 | LC70            | Tōkai-Universität             | YGK   | Le Mans             |
| 7   | 2007 | ARX-01a         | Highcroft Racing              | Acura | ALMS                |
| 7   | 2008 | ARX-01b         | Highcroft Racing              | Acura | ALMS                |
| 8   | 2007 | ARX-01a         | Andretti Green Racing         | Acura | ALMS                |
| 8   | 2008 | ARX-01b         | Andretti Green Racing         | Acura | ALMS                |
| 9   | 2007 | ARX-01a         | Honda Performance Development | Acura | nur Testfahrzeug    |
| 9   | 2008 | ARX-01b         | Fernández Racing              | Acura | ALMS                |
| 9   | 2009 | ARX-01b         | Fernández Racing              | Acura | ALMS                |
| 9   | 2010 | ARX-01b         | Strakka Racing                | Acura |                     |
| 10  | 2007 | LC70            | Courage Compétition           | AER   | LMS                 |
| 10  | 2008 | LC70            | Team Oreca Matmut             | Judd  | LMS & Le Mans       |
| 10  | 2009 | LC70 / ORECA 01 | Team Oreca Matmut             | AIM   | LMS                 |
| 11  | 2008 | LC70            | Team Oreca Matmut             | Judd  | LMS & Le Mans       |
| 11  | 2009 | LC70            | Signature-Plus                | Judd  | LMS & Le Mans       |
| 12  | 2008 | ARX-01b         | De Ferran Motorsports         | Acura | ALMS                |
| 13  | 2008 | LC70            | Team Oreca Matmut             | Judd  | LMS                 |
| 13  | 2009 | LC70 / ORECA 01 | Team Oreca Matmut             | AIM   | LMS                 |